# Чекропе Барили
Чекропе Барили (итал. Cecrope Barilli; Парма, 1839 — ?, 1911) био је италијански сликар из познате уметничке породице Барили из Парме и деда по оцу Милене Павловић-Барили.
Рођен је 1839. године у Парми, где је студирао сликарство на Академији лепих уметности, а потом у Паризу код Густава Дореа. Излагао је широм Италије, а бавио се и фреско сликарством класицистичког стила, због чега је добио част да ослика таваницу градске већнице у Парми и другим градовима Италије. Године 1889. именован је за директора Парманске академије.
У браку са Аном Аданти имао је четири детета: Арналда, Бруна, Латина и Ноеми.
Умро је 1911. године.